# Convocazioni alla Coppa del Mondo femminile di pallavolo 2003
Elenco delle giocatrici convocate per la Coppa del Mondo femminile di pallavolo 2003.